# Fabio Duarte
Fabio Andrés Duarte Arevalo (Facatativá, 11 giugno 1986) è un ciclista su strada colombiano che corre per il team colombiano Medellín-EPM. Scalatore, nel 2008 ha vinto la prova in linea Under-23 dei campionati del mondo.

## Carriera
Nel 2007 è sotto contratto con la Diquigiovanni-Androni; nel 2008 si accasa invece alla Colombia es Pasión-Coldeportes, squadra con cui passa professionista a partire dalla stagione seguente. Nel settembre 2008 a Varese si era intanto laureato campione del mondo nella prova in linea Under-23.
Dopo tre stagioni alla Colombia es Pasión, nel 2011 passa alla squadra spagnola Geox-TMC. In quella stagione arriva secondo al Gran Premio di Lugano, vinto da Ivan Basso, aggiudicandosi inoltre la tappa di Fai della Paganella al Giro del Trentino. In maggio è poi secondo nella quinta tappa del Giro d'Italia, quella con arrivo a Orvieto, battuto dal solo Pieter Weening.
Per il 2012 si trasferisce alla Colombia-Coldeportes, nuova formazione Professional Continental diretta da Claudio Corti; in ottobre vince la Coppa Sabatini a Peccioli. Nel 2016, dopo la dismissione del team Colombia, passa alla EPM Tigo-Une Área Metropolitana, squadra colombiana di categoria Continental.

## Palmarès
- 2005 (Under-23)

Prologo Vuelta a Colombia Sub-23
3ª tappa Vuelta a Colombia Sub-23
4ª tappa Vuelta a Colombia Sub-23
Classifica generale Vuelta a Colombia Sub-23
- 2006 (Under-23)

1ª tappa Clásica Nacional Ciudad de Anapoima
2ª tappa Clásica Nacional Ciudad de Anapoima
Classifica generale Clásica Nacional Ciudad de Anapoima
Campionati colombiani, Prova a cronometro Under-23
Prologo Clasica International de Tulcan
Classifica generale Clasica International de Tulcan
Prologo Vuelta a Colombia Sub-23
1ª tappa Vuelta a Colombia Sub-23
5ª tappa Vuelta a Colombia Sub-23
Classifica generale Vuelta a Colombia Sub-23
Prologo Clásica Nacional Marco Fidel Suárez
- 2007 (Serramenti PVC Diquigiovanni-Androni Giocattoli)

12ª tappa Vuelta a Colombia (Calarcá > Agua de Dios)
- 2008 (Colombia Es Pasion - Coldeportes)

2ª tappa Clásica Nacional Ciudad de Anapoima
Prologo Vuelta a Colombia Sub-23
Campionati del mondo, Prova in linea Under-23
- 2009 (Colombia Es Pasion - Coldeportes, sette vittorie)

2ª tappa Clasica International de Tulcan
3ª tappa Clasica International de Tulcan
Classifica generale Clasica International de Tulcan
2ª tappa Tour des Pyrénées (Barbastro > Arreau)
Classifica generale Tour des Pyrénées
3ª tappa Vuelta a Colombia (Ibagué > La Linea)
6ª tappa Clásico RCN
- 2010 (Cafe de Colombia - Colombia Es Pasion, sei vittorie)

2ª tappa Clásica Nacional Ciudad de Anapoima
5ª tappa Vuelta a Asturias (Cafés Toscaf > Alto del Acebo)
4ª tappa Circuito Montañés (Ague de Solares > Fuente del Chivo)
Classifica generale Circuito Montañés
5ª tappa Vuelta a Colombia (Bucaramanga > Socorro)
12ª tappa Vuelta a Colombia (Pereira > Manizales)
- 2011 (Geox-TMC Transformers, una vittoria)

3ª tappa Giro del Trentino (Molina di Ledro > Fai della Paganella)
- 2012 (Colombia - Coldeportes, due vittorie)

Prologo Vuelta a Colombia (Puerto Gaitán > Puerto Gaitán)
Coppa Sabatini
- 2016 (EPM-UNE-Área Metropolitana, una vittoria)

Campionati colombiani, Prova a cronometro
- 2022 (Team Medellin EPM, due vittorie)

5ª tappa Vuelta a Colombia (Yarumal > La Union)
Classifica generale Vuelta a Colombia
- 2023 (Team Medellin EPM, una vittoria)

Prologo Vuelta a Colombia (Yopal > Yopal)

### Altri successi
- 2015 (Team Colombia)

Classifica scalatori Tour de Luxembourg
Classifica scalatori Vuelta a Burgos
- 2017 (EPM)

1ª tappa Vuelta a Colombia (Rionegro > La Ceja, cronosquadre)
- 2019 (Medellin)

1ª tappa Tour of Qinghai Lake (Hehuang New District > Xining, cronosquadre)
- 2020 (Team Medellin)

Classifica scalatori Tour Colombia 2.1
- 2023 (Team Medellin EPM)

1ª tappa Clásica de Ciclismo Ciudad Santiago de Arma - Rionegro (Rionegro, cronosquadre)

## Piazzamenti

### Grandi Giri
- Giro d'Italia

2011: ritirato (8ª tappa)
2013: 28º
2014: 28º
- Vuelta a España

2011: 38º
2015: 67º

### Classiche monumento
- Milano-Sanremo

2012: 127º
2015: ritirato
- Liegi-Bastogne-Liegi

2014: ritirato
- Giro di Lombardia

2011: ritirato
2012: 21º
2013: ritirato
2014: ritirato
2015: ritirato

### Competizioni mondiali
- Campionati del mondo

Verona 2004 - Cronometro Juniores: 30º
Verona 2004 - In linea Juniores: 41º
Madrid 2005 - In linea Under-23: 97º
Salisburgo 2006 - Cronometro Under-23: 48º
Salisburgo 2006 - In linea Under-23: ritirato
Varese 2008 - Cronometro Under-23: 14º
Varese 2008 - In linea Under-23: vincitore
Limburgo 2012 - In linea Elite: ritirato
- Giochi olimpici

Londra 2012 - In linea: ritirato
Londra 2012 - Cronometro: 35º